# Óscar Serrano
Óscar Serrano Rodríguez (ur. 30 września 1981 w Gironie) – hiszpański piłkarz grający na pozycji lewego pomocnika.

## Kariera klubowa
Serrano pochodzi z Katalonii. Karierę piłkarską rozpoczął w amatorskim klubie CF Vilobí i w jego barwach grał do 2001 roku w Tercera División. W 2001 roku przeszedł do innego klubu z tej ligi, AD Guixols, dla którego zdobył 22 gole w sezonie 2001/2002. Skuteczna postawa w lidze zawocowała latem 2002 roku transferem do UE Figueres, występującym w Segunda División B. Tam grał przez dwa lata, by w 2004 roku zostać piłkarzem Espanyolu Barcelona. 28 sierpnia tamtego roku zadebiutował w Primera División w zremisowanym 1:1 domowym spotkaniu z Deportivo La Coruña. W Espanyolu grał przez rok.
Latem 2005 roku Serrano przeszedł na zasadzie wolnego transferu do Racingu Santander. W tym kantabryjskim zespole po raz pierwszy wystąpił 18 września 2005 przeciwko Celcie Vigo (1:0). Od początku sezonu 2005/2006 był podstawowym zawodnikiem Racingu. W sezonie 2007/2008 zajął z klubem z Santanderu 6. miejsce w lidze. Natomiast w sezonie 2008/2009 wystąpił z Racingiem w rozgrywkach Pucharu UEFA, jednak zespół ten odpadł z pucharu po fazie grupowej.
W 2012 roku Serrano przeszedł do Levante UD.
| Sezon   | Klub               | Kraj      | Rozgrywki          | Mecze | Bramki |
| ------- | ------------------ | --------- | ------------------ | ----- | ------ |
| 2000/01 | CF Vilobí          | Hiszpania | Tercera División   | 23    | 8      |
| 2001/02 | AD Guixols         | Hiszpania | Tercera División   | 33    | 22     |
| 2002/03 | UE Figueres        | Hiszpania | Segunda División B | 31    | 5      |
| 2003/04 | UE Figueres        | Hiszpania | Segunda División B | 27    | 0      |
| 2004/05 | Espanyol Barcelona | Hiszpania | Primera División   | 30    | 2      |
| 2005/06 | Racing Santander   | Hiszpania | Primera División   | 32    | 1      |
| 2006/07 | Racing Santander   | Hiszpania | Primera División   | 31    | 0      |
| 2007/08 | Racing Santander   | Hiszpania | Primera División   | 33    | 3      |
| 2008/09 | Racing Santander   | Hiszpania | Primera División   | 35    | 5      |
| 2009/10 | Racing Santander   | Hiszpania | Primera División   | 33    | 3      |
| 2010/11 | Racing Santander   | Hiszpania | Primera División   | 4     | 1      |
| 2011/12 | Racing Santander   | Hiszpania | Primera División   | 30    | 0      |
| 2012/13 | Levante UD         | Hiszpania | Primera División   |       |        |